# Philadelphia Warriors 1950-1951
La stagione 1950-51 dei Philadelphia Warriors fu la 5ª nella NBA per la franchigia.
I Philadelphia Warriors vinsero la Eastern Division con un record di 40-26. Nei play-off persero la semifinale di division con i Syracuse Nationals (2-0).

## Risultati
| Squadra               | V  | P  | %    | GB   |
| --------------------- | -- | -- | ---- | ---- |
| Philadelphia Warriors | 40 | 26 | 60,6 | -    |
| Boston Celtics        | 39 | 30 | 56,5 | 2,5  |
| New York Knicks       | 36 | 30 | 54,5 | 4    |
| Syracuse Nationals    | 32 | 34 | 48,5 | 8    |
| Baltimore Bullets     | 24 | 42 | 36,4 | 16   |
| Washington Capitols   | 10 | 25 | 28,6 | 14,5 |

## Roster
| N° | Naz.                   | Ruolo | Sportivo        | Anno | Alt. | Peso \|\| |
| -- | ---------------------- | ----- | --------------- | ---- | ---- | --------- |
| 5  | Stati Uniti (bandiera) | G     | Nelson Bobb     | 1924 | 183  | 75        |
| 6  | Stati Uniti (bandiera) | C     | Ron Livingstone | 1925 | 208  | 100       |
| 7  | Stati Uniti (bandiera) | GA    | Andy Phillip    | 1922 | 188  | 88        |
| 8  | Stati Uniti (bandiera) | G     | George Senesky  | 1922 | 188  | 81        |
| 10 | Stati Uniti (bandiera) | AC    | Joe Fulks       | 1921 | 196  | 86        |
| 11 | Stati Uniti (bandiera) | GA    | Paul Arizin     | 1928 | 193  | 86        |
| 12 | Stati Uniti (bandiera) | AC    | Vern Gardner    | 1925 | 196  | 91        |
| 14 | Stati Uniti (bandiera) | GA    | Easy Parham     | 1921 | 191  | 91        |
| 15 | Stati Uniti (bandiera) | AC    | Ed Mikan        | 1925 | 203  | 104       |
| 16 | Stati Uniti (bandiera) | AC    | Bill Closs      | 1922 | 196  | 88        |
| 18 | Stati Uniti (bandiera) | AC    | Leo Mogus       | 1921 | 193  | 86        |
| 19 | Stati Uniti (bandiera) | AC    | Ike Borsavage   | 1924 | 203  | 100       |

## Staff tecnico
- Allenatore: Eddie Gottlieb
- Vice-allenatore: Harry Litwack